# Morris East
Morris East (ur. 8 sierpnia 1973 w Cartagena de Indias) – filipiński bokser, były mistrz świata WBA w kategorii lekkopółśredniej.

## Kariera zawodowa
Jako zawodowiec zadebiutował 3 maja 1989 roku. Do sierpnia 1992 roku stoczył 17 pojedynków, z których 15 wygrał, zdobywając pas OPBF.
9 września 1992 roku zmierzył się z Japończykiem Akinobu Hiranaką o mistrzostwo WBA w wadze lekkopółśredniej. Filipińczyk niespodziewanie zwyciężył przez nokaut w 11 rundzie i zdobył mistrzostwo w wieku blisko 20 lat. Nokaut został uznany przez magazyn The Ring, nokautem roku 1992.
12 stycznia 1993 roku przystąpił do pierwszej obrony pasa. East przegrał z Juanem Martinem Coggim przez techniczny nokaut w 8 rundzie i utracił pas. Po utracie tytułu stoczył jeszcze 5 walk, z których 4 wygrał, kończąc karierę w 1995 roku po wygranej nad Robertem Azumahem.